# Dvärgärtmussla
Dvärgärtmusslan (Pisidium tenuilineatum) är en mussla som hör till familjen klotmusslor. Det är den minsta musslan av de arter av de 20-tal arter som representerar släktet Psidium i Sverige, med en höjd på 1,5-2,1 mm och en längd på endast 1,7-2,25 mm.
Dvärgärtmusslans skal är tunt, ljust gulvitt och matt med ribbor som ligger tätt inpå varandra.
Den förekommer från södra Sverige i norr till Marocko, och västerut från England till länderna runt Balkan och södra Ryssland. Arten är väldigt sällsynt och lokalt utspridd i Europa, med relativt små och isolerade populationer. I Sverige anträffades den senast på 1940-talet, då endast på tre lokaler.
Dvärgärtmusslan trivs i floder, bäckar, och dammar, såväl strömmande som mer stillsamma, och kräver klart, rent och kalkrikt vatten. Orsaken till artens tillbakagång är utdikning och övergödning av dess biotoper. I Sverige är arten listad som DD (kunskapsbrist).